# Annarita Buttafuoco
Annarita Buttafuoco (Cagliari, 15 marzo 1951 – Arezzo, 26 maggio 1999) è stata una storica e femminista italiana.

## Biografia
Vive all'Isola d'Elba fino al 1970 e poi a Roma dove si laurea nel 1974 con una tesi di antropologia culturale dal titolo Lineamenti antropologici del Sanfedismo, discussa con Vittorio Giuntella e Ida Magli. Dall'autunno del 1974 inizia l'insegnamento all'Università di Siena, nella sede di Arezzo; nel 1981 è ricercatrice e nel 1992 diventa professoressa associata presso l'Università di Perugia. Muore a 48 anni ad Arezzo per un tumore al cervello.

## Attività scientifica
l suo lavoro scientifico comprende numerose pubblicazioni la maggioranza delle quali sulla storia del movimento politico delle donne in Italia tra Ottocento e Novecento. Il suo tema di ricerca privilegiato riguarda in particolare la storia dell'emancipazionismo lombardo. Ritenuta "pioniera italiana" dello studio dell'emancipazione femminile per la capacità di innovazione metodologica e creativa nell'uso di fonti tradizionalmente poco utilizzate dalla storia politica. Ne è testimonianza il libro Le Mariuccine, storia dell'Asilo Mariuccia basato sull'archivio di quella istituzione che contiene le cartelle personali delle prostitute bambine ospitate
Attiva nel movimento politico delle donne, nel 1978, in occasione del X congresso dell'UDI che rivoluziona la struttura organizzativa dell'associazione, viene eletta nel suo direttivo, segnando un avvicinamento tra il tradizionale movimento politico delle donne e il femminismo. A Roma nel 1975 fonda, insieme con Tilde Capomazza, la rivista "DWF donnawomanfemme", la prima rivista italiana dedicata ai women's studies. Successivamente la rivista prende il titolo di Nuova DWF e lei la dirige dal 1979 al 1986. Nel 1978 fonda a Roma, l'Associazione di studi e di ricerca DWF. Donna Woman Femme istituendo una biblioteca internazionale specializzata sul tema donna.
Tra le fondatrici della Società italiana delle storiche, dal 1991 al 1995 ne è presidente. È anche promotrice della Scuola estiva di storia delle donne a Pontignano, frazione di Castelnuovo Berardenga (Siena).
Nel 1993 diventa Presidente dell'Unione femminile nazionale, carica che ricopre fino alla morte. Nel 1994 promuove la trasformazione del Centro per gli studi del movimento di liberazione della donna in Italia in Fondazione Elvira Badaracco e fonda gli Archivi riuniti delle donne, quale "costola" dell'Unione femminile nazionale. Sensibile e curiosa verso la novità Internet nel 1994 promuove GopherDonna un sito nato per diffondere tra le storiche la conoscenza delle risorse disponibili nel web per la storia delle donne.
Negli ultimi anni progetta, assieme a Maria Gregorio e Katie Roggero, con l'editore UTET, un Dizionario biografico delle donne; il progetto si è interrotto con la sua morte precoce.

## Intitolazione
Nel 2007 il Comune di Portoferraio ha intitolato a lei il piazzale antistante l'Istituto Superiore di istruzione Secondaria “G. Cerboni”

## Scritti
Monografie
- Annarita Buttafuoco, Le Mariuccine. Storia di un'istituzione laica. L'Asilo Mariuccia, Milano, Franco Angeli, 1985, ISBN 8820424827., seconda edizione 1998. Open Library
- Annarita Buttafuoco, Cronache femminili. Temi e momenti della stampa emancipazionista in Italia dall'Unità al fascismo, Arezzo, Siena, Dipartimento di studi storico-sociali e filosofici, 1988.
- Annarita Buttafuoco, Sul movimento politico delle donne. Scritti inediti di Franca Pieroni Bortolotti, Roma, Utopia, 1987.
- Annarita Buttafuoco, Marina Zancan, Svelamento. Sibilla Aleramo: una biografia intellettuale, Milano, Feltrinelli, 1988.ISBN 978-88-07-08064-7.
- Annarita Buttafuoco (a cura di), Modi di essere. Studi, riflessioni, interventi sulla cultura e la politica delle donne in onore di Elvira Badaracco, Bologna, Editoriale Mongolfiera, 1991.
- Annarita Buttafuoco, Le origini della Cassa Nazionale di Maternità, Arezzo, Siena, Dipartimento di studi Storico-sociali e filosofi, 1992.
- Annarita Buttafuoco, Questioni di cittadinanza, donne e diritti sociali nell'Italia liberale, Siena, Protagon, 1997.ISBN 88-8024-019-6. OpenLibrary
- Annarita Buttafuoco; Emma Baeri (a cura di), Riguardarsi. Manifesti del movimento politico delle donne in Italia, Siena, Protagon, 1997, ISBN 88-8024-028-5.

Articoli
- Il tempo ritrovato. Riflessioni sul mestiere di storica, in "Dwf",1975,1, pp. 37–47.
- Eleonora Fonseca Pimentel. Una donna nella Rivoluzione, in "Nuova Dwf", 1977, 3, pp. 51–92.
- Uguaglianza, in Lessico politico delle donne, Milano, Gulliver, 1979, pp. 251–272.
- Condizione delle donne e movimento di emancipazione femminile, in Storia della società italiana, vol. XX, L'Italia di Giolitti, Milano, Teti, 1981, pp.–18 1455.
- La storiografia femminista americana tra Women's Culture e Women's Politics, in "Società e storia", 1981, 14, pp. 943–965.
- Di "madri" e di "sorelle". Frammenti su donne, femminismo, storiografia, in "Nuova Dwf", 1981, 15, pp. 89–104.
- "Sprezza chi ride". Politica e cultura nei periodici del movimento di emancipazione femminile in Italia, in "Nuova Dwf", 1982, 21, pp. 7–34.
- Dalla redazione dell'"Unione femminile" (1901-1905), in "Nuova Dwf", 1982, 21, pp. 101–141.
- La stampa politica delle donne dal 1861 al 1924. Repertorio-catalogo, in "Nuova Dwf", 1982,21, pp.  3–100 (in collaborazione con Rosanna De Longis)
- Per insofferenza di freno e per miseria. Discole, vagabonde e prostitute dell'Asilo Mariuccia (1902-1914), in "Movimento operaio e socialista", 1983,1, pp. 117–134.
- Solidarietà, emancipazionismo, cooperazione. Dall'Associazione Generale delle Operaie all'Unione Femminile Nazionale, in L'audacia insolente. La cooperazione femminile 1886-1986. Venezia, Marsilio, 1986, pp. 79–110.
- La filantropia come politica. Esperienze dell'emancipazionismo italiano nel Novecento, in Ragnatele di rapporti. Patronage e reti di relazioni nella storia delle donne, a cura di L. Ferrante, M. Palazzi, G. Pomata. Torino, Rosenberg & Sellier, 1988, pp. 166–187.
- Apolidi. Suffragismo femminile e istituzioni politiche dall'Unità al fascismo, in Cittadine: La donna e la costituzione, Atti del Convegno di studi promosso dall'Associazione degli Ex Parlamentari della Repubblica. Roma, 22-23 marzo 1988. Roma, Camera dei deputati, 1989, pp. 5–53.
- Vite esemplari. Donne nuove di primo Novecento, in Svelamento. Sibilla Aleramo: una biografia intellettuale, a cura di Annarita Buttafuoco e Marina Zancan. Milano, Feltrinelli, 1988, pp. 139–162.
- Libertà, fraternità, uguaglianza: per chi? Donne nella Rivovuzione francese, in Esperienza storica femminile nell'età moderna e contemporanea, a cura di Anna Maria Crispino. Roma, Udi, 1988, pp. 29–56.
- Straniere in patria. Temi e momenti dell'emancipazione femminile italiana dall'Unità al fascismo, in Esperienza storica femminile nell'età moderna e contemporanea, a cura di Anna Maria Crispino. Roma, Udi, 1988, pp. 1–123.
- I volti di Messalina. Note sul rapporto tra emancipazionismo femminile e teatro, in "Movimento operaio e socialista", 1988, 3, 481-499 (in collaborazione con Laura Mariani).
- "In servitù regine". Educazione ed emancipazione nella stampa politica femminile, in L'educazione delle donne. Scuole e modelli di vita femminile nell'Italia dell'Ottocento, a cura di Simonetta Soldani. Milano, Franco Angeli, 1989, pp. 363–391.
- Uno specchio dotato di memoria: Note su fotografia e storia delle donne in margine alla mostra, in Donna lombarda. Un secolo di vita femminile. A a cura di Cesare Colombo. Milano, Electa, 1989, pp. 10–15.
- Una "filantropa politica". Profilo di Nina Rignano Sullam, in "Il Risorgimento", giugno 1989.
- Virtù civiche e virtù domestiche. Letture del ruolo femminile nel triennio rivoluzionario, in L'Italia nella Rivoluzione 1789-1799. Bologna, Grafis edizioni, 1990, pp. 81–88.
- Historia y memoria de sì. Feminismo e investigaciòn històrica en Italia, in Feminismo y Teorìa del Discurso, a cura di Giulia Colaizzi. Madrid, Ediciones Càtedra, 1990, pp. 45–63.
- Storia di genere, storia delle donne, in "L'informazione bibliografica",1990,4, pp. 597–607.
- La causa delle donne. Cittadinanza e genere nel triennio "giacobino" italiano, in Annarita Buttafuoco (a cura di) Modi di essere. Studi, riflessioni, interventi sulla cultura e la politica delle donne in onore di Elvira Badaracco. Bologna, Editoriale Mongolfiera, 1991, pp. 99–106.
- Matherhood as a Political Strategy. The Role of the Italian Women's Movement in the Creation of the Cassa Nazionale di Maternità, in Gisela Bock e Pat Thane (a cura di) Maternity and Gender Policies: Women and the Rise of the European Welfare States, 1880s-1950s. Londra, Routledge, 1991.
- Vuoti di memoria. Sulla storiografia politica delle donne in Italia, in "Memoria", giugno 1991.
- Femmes "nouvelles" et rédemption des prostituées, l'exemple du refuge Mariuccia à Milan, in Eliane Gubin (a cura di)Norme et marginalités. Comportements féminins aux 19e-20e siècles. Bruxelles, Université Libre de Bruxelles, 1991;
- Vie per la cittadinanza. Associazionismo politico femminile in Lombardia tra Ottocento e Novecento, in Donna lombarda. 1860-1945. Milano, Franco Angeli, 1992, pp. 21–45.
- Per un diritto. Coeducazione e identità femminile nell'emancipazionismo italiano tra Ottocento e Novecento, in Emy Beseghi e Vittorio Telmon (a cura di) Educazione al femminile: dalla parità alla differenza. Firenze, La Nuova Italia, 1992.
- Tra cittadinanza politica e cittadinanza sociale. Progetti ed esperienze del movimento politico delle donne nell'Italia liberale, in G. Bonachi r A. Groppi (a cura di) Il dilemma della cittadinanza. Diritti e doveri delle donne. Bari, Laterza, 1993, pp. 104–127.
- Passaggi. La Società Italiana delle Storiche (1991-1995 ed oltre), in "Agenda della Società italiana delle storiche", 1995, 15, pp. 57–77;
- Storiografia italiana delle donne, collana Dizionario di storiografia, Milano, Bruno Mondadori, 1996. URL consultato il 15 novembre 2014 (archiviato dall'url originale il 24 settembre 2015).
- Cittadine italiane al voto, in "Passato e presente", 1997, 40, 5-11
- Prefazione a Sandra Chimenti, Salvo buon fine, a cura di Pietro Clemente, Siena, Ed. Senese, 1997, pp. 9–21.